# I & key EN
『I & key EN』（アイエンキエン）は、椎名慶治の2作目のミニアルバム。2012年4月11日にBEATSISTAから発売された。

## 概要
椎名慶治のアルバムとして3作目の作品であり、ミニアルバムとしては2作目である。タイトルの元になっている言葉は「合縁奇縁」であり、人と人との巡り合わせの「縁」がアルバムコンセプトになっている。

## 収録曲
1. 年齢不showtime w/ZERO
作詞:椎名慶治・ZERO、作曲:椎名慶治・山口寛雄
前作同様に本曲もZEROとのユニット作品である
2. はないちもんめ
作詞:椎名慶治、作曲:椎名慶治・山口寛雄
3. お節介焼きの天使と悪魔と僕
作詞:椎名慶治、作曲:椎名慶治・山口寛雄
次作のSにも収録されている
4. I Love Youのうた
作詞:椎名慶治、作曲:椎名慶治・山口寛雄
1stシングル
5. I'm a サラリーマン
作詞:椎名慶治、作曲:椎名慶治・山口寛雄
6. Giant Step-SHIINA Ver.-
作詞:藤林聖子、作曲:成瀬シュウヘイ
Astronauts（May'n・椎名慶治）の仮面ライダーフォーゼ挿入歌の「Giant Step」のソロver.である[3]
7. byte × bite
作詞:椎名慶治、作曲:椎名慶治・山口寛雄

## MV
「お節介焼きの天使と悪魔と僕」 - YouTube
「I Love Youのうた」 - YouTube